# サン・ジャーコモ・フィリッポ
サン・ジャーコモ・フィリッポ（イタリア語: San Giacomo Filippo）は、イタリア共和国ロンバルディア州ソンドリオ県にある、人口約400人の基礎自治体（コムーネ）。

## 地理

### 位置・広がり
ソンドリオ県北西部、ヴァルキアヴェンナに位置するコムーネ。キアヴェンナから北西へ3km、県都ソンドリオから西北西へ43km、州都ミラノから北へ98kmの距離にある。

#### 隣接コムーネ
隣接するコムーネは以下の通り。CH-GRはスイス・グラウビュンデン州所属を示す。
- カンポドルチーノ
- キアヴェンナ
- ゴルドーナ
- メーゼ
- Mesocco (CH-GR)
- ピウーロ
- Soazza (CH-GR)

### 地震分類
イタリアの地震リスク階級 (it) では、3 に分類される
。

## 行政

### 山岳部共同体
広域行政組織である山岳部共同体「ヴァルキアヴェンナ山岳部共同体」 (it:Comunità montana della Valchiavenna) （事務所所在地: キアヴェンナ）を構成するコムーネの一つである。

### 分離集落
サン・ジャーコモ・フィリッポには、以下の分離集落（フラツィオーネ）がある。
- Cimaganda, Gallivaggio, Lirone, Olmo, San Bernardo ai Monti, Sommarovina, Vho